# Francisco Walfrido Croes
Francisco Walfrido Croes, genannt Frido Croes, (* 3. Dezember 1957 in Aruba; † 9. Oktober 2020) war ein arubanischer Politiker.

## Leben
Croes studierte nach seinem Grundschulabschluss an der Pädagogischen Akademie von Aruba (Instituto Pedagogico Arubano IPA). Nach seinem Diplomabschluss arbeitete er 10 Jahre als Lehrer am Colegio San Jose in Santa Cruz, wovon er die letzten vier Jahre die Position des Schuldirektors innehatte. Zwischen 1994 und 2001 war er Beauftragter im Unterrichtswesen in der Direktion für Bildung in Aruba.
Ab 1988 war Croes Mitglied der sozialdemokratischen politischen Partei Movimiento Electoral di Pueblo. In den Jahren 1993–1994 war er Vizepräsident des Parlaments. Im Jahr 2001 wurde Croes zum Präsidenten des Parlaments von Aruba gewählt. Zwischen 2005 und 2009, im vierten Kabinett von Nelson Orlando Oduber, war Croes bevollmächtigter Gesandter von Aruba in den Niederlanden.